# Burscheid
Burscheid ist eine Kleinstadt im Rheinisch-Bergischen Kreis in Nordrhein-Westfalen mit rund 19.000 Einwohnern. Die Stadt ist geprägt durch viele kleinere Ortschaften und durch ihr Stadtzentrum mit Marktplatz und Kirche. Die Stadt wurde bereits um 1180 erstmals urkundlich erwähnt. Am 18. August 1856 bekam die damalige Landgemeinde durch den König Friedrich Wilhelm IV. von Preußen die Stadtrechte verliehen.

## Geographie

### Lage
Die Stadt liegt im Bergischen Land ungefähr 10 Kilometer östlich des Rheins und grenzt unmittelbar an die kreisfreien Großstädte Leverkusen (im Westen) und Solingen (im Norden).

### Stadtteile
Hauptorte sind Burscheid Innenstadt und Hilgen. Hilgen ist neben dem Hauptort die größte und wichtigste Ortschaft der Stadt. Sie wird erstmals 1510 in einer Abgabenliste der Kirche zu Wermelskirchen genannt, liegt an der B 51 und grenzt an Wermelskirchen.
Weitere Ortschaften:
- Bellinghausen
- Benninghausen
- Berringhausen
- Berghamberg
- Blasberg
- Bruchermühle
- Büchel
- Claasmühle
- Dierath
- Dohm
- Dünweg
- Dürscheid
- Drauberg
- Eichenplätzchen
- Engelrath
- Eschhausen
- Flügel
- Geilenbach
- Gerstenmühle
- Großbruch
- Großhamberg
- Griesberg
- Grünscheid
- Hahnensiefen
- Hanscheider Hof
- Hamberg
- Heide
- Heddinghofen
- Herkensiefen
- Hilgen
- Hinterweg
- Hürringhausen
- Imelsbach
- Irlen
- Irlerhof
- Kaltenherberg
- Kämersheide
- Kamp
- Kämpchen
- Kippekofen
- Kleinbruch
- Kotten
- Kretzheide
- Kleinhamberg
- Kuckenberg
- Lambertsmühle
- Lamerbusch
- Lämgesmühle
- Landscheid
- Leie
- Liesendahl
- Linde
- Löh
- Luisental
- Lungstraße
- Massiefen
- Maxhan
- Müllersbaum
- Nagelsbaum
- Neuenhaus
- Nüxhausen
- Ösinghausen
- Paffenlöh
- Repinghofen
- Rötzinghofen
- Schneppendahl
- Sieferhof
- Spiegelhof
- Sträßchen
- Thielenmühle
- Wietsche

## Geschichte
Die vermutlich erste Besiedlung war nahe der Ringwallanlage im Eifgental (sogenannten Eifgenburg). Dort gefundene Tonscherben datieren die Anlage etwa in das 10. Jahrhundert. Der erste Turm der heutigen evangelischen Kirche ist bereits im 11. Jahrhundert errichtet worden. Als eine zum St.-Gereon-Stift Köln gehörende Ortschaft wird „Bursceit“ um 1180 erstmals schriftlich erwähnt. Bis 1806 war Burscheid ein Kirchspiel im Amt Miselohe im Herzogtum Berg. Nach Besetzung und Bildung des Großherzogtums Berg durch Napoleon bildete Burscheid eine Mairie im Arrondissement Düsseldorf und im Kanton Opladen. Der kurzen französischen Herrschaft folgte die Einverleibung des Bergischen Landes in das Königreich Preußen (1815); Burscheid wurde Landgemeinde innerhalb der Rheinprovinz und gehörte zum ehemaligen Kreis Opladen.
Gute geologische Bodenbeschaffenheit und ein günstiges Klima beeinflussten die Entwicklung. Schon früh spezialisierte man sich auf Grünland- und Milchwirtschaft und begründete den guten Ruf der bergischen Obstkammer. Butter, Eier, Käse und nicht zuletzt bergisches Apfelkraut fanden Absatz auf allen Märkten der rheinischen Städte.
Etwa im 16. Jahrhundert wurden die Grundsteine für die Entfaltung der Industrie gelegt. Die Ausnutzung der Wasserkraft und der Holzreichtum der Wälder ermöglichten das Entstehen zahlreicher Mühlen, u. a. Frucht-, Öl-, Pulver- und Knochenmühlen, später Stahlhammer und Schleifkotten. Die Lambertsmühle, Thielenmühle, Irlermühle, Dürscheider Mühle, Grünscheider Mühle, Gerstenmühle u. a. sind heute Zeugen lebendiger Geschichte.

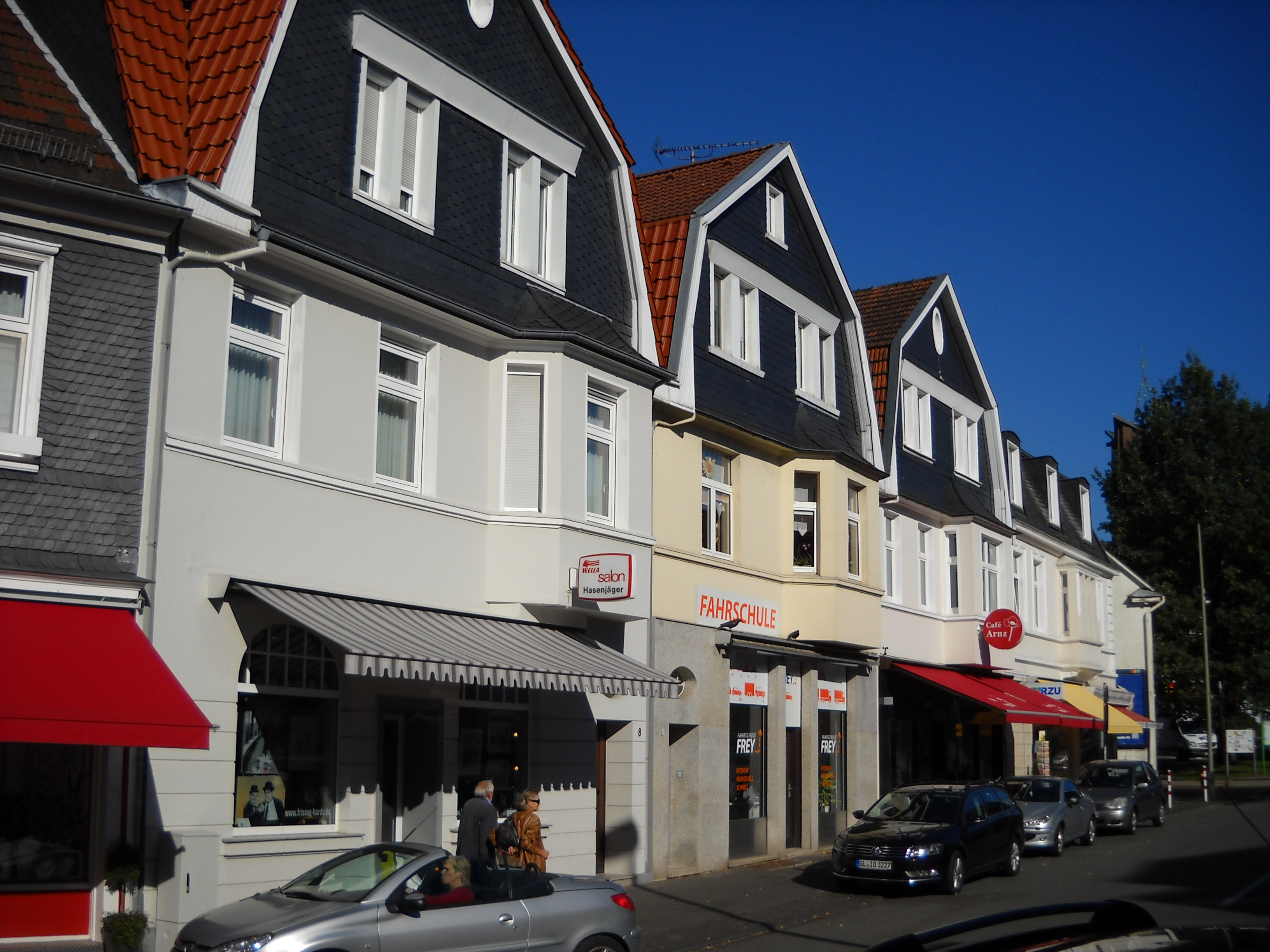
Innenstadt

1843 wurde Burscheid Sitz eines Fabrikengerichts.
Mit der Erfindung eines besonderen Kupfer-Asbest-Dichtungsringes durch den Lokomotivführer Friedrich Wilhelm Goetze und der damit verbundenen Gründung der Goetzewerke (später Goetze AG bzw. Federal Mogul, heute Tenneco) verstärkte die Stadt ihre industrielle Prägung.
Als Folge der industriellen Aufwärtsentwicklung erhielt, wurden am 18. August 1856 die Stadtrechte verliehen. Zu dieser Zeit zählte die junge Stadt etwas mehr als 5000 Einwohner. Ausreichende Arbeitsplätze und die Finanzstärke der Stadt trugen im Wesentlichen zum schnellen Anwachsen der Bevölkerungszahl bei.
Anschluss an das Eisenbahnnetz erhielt Burscheid im Oktober 1881, als das Teilstücke Wermelskirchen – Opladen der Bahnstrecke Wuppertal-Oberbarmen–Opladen mit Bahnhöfen in Burscheid und Hilgen eröffnet wurde; im Mai 1952 kamen die Haltepunkte Dünweg und Burscheid Rathaus hinzu. Bis zum Zweiten Weltkrieg war die Strecke zweigleisig, nach Kriegsschäden wurde sie jedoch einspurig zurückgebaut. Im Mai 1983 wurde der Personenverkehr auf den Abschnitt Opladen – Hilgen eingeschränkt, 1991 wurde die Strecke vollständig stillgelegt. Auf der Trasse verläuft heute der „Panorama-Radweg Balkantrasse“, ein kombinierter Fuß- und Radweg. Der Abschnitt von Remscheid-Lennep bis Burscheid-Kuckenberg wurde 2012 fertiggestellt, die Fortsetzung bis Opladen wird am 29. Mai 2014 eröffnet. Auf dem Gebiet der Stadt Burscheid verlaufen 6,2 km des Weges.
1996 wählte Johnson Controls, US-amerikanischer Hersteller von Autoinneneinrichtungen, Burscheid als Sitz seiner Europazentrale mit Entwicklungszentrum.
Im April 2010 veranstaltete der Rheinisch-Bergische Kreis in Burscheid den dritten Tag der Rheinisch-Bergischen Geschichte.

### Eingemeindungen
Am 1. Januar 1975 wurden Gebietsteile der Nachbarstadt Wermelskirchen mit damals etwa 400 Einwohnern eingegliedert.

### Bevölkerungsentwicklung

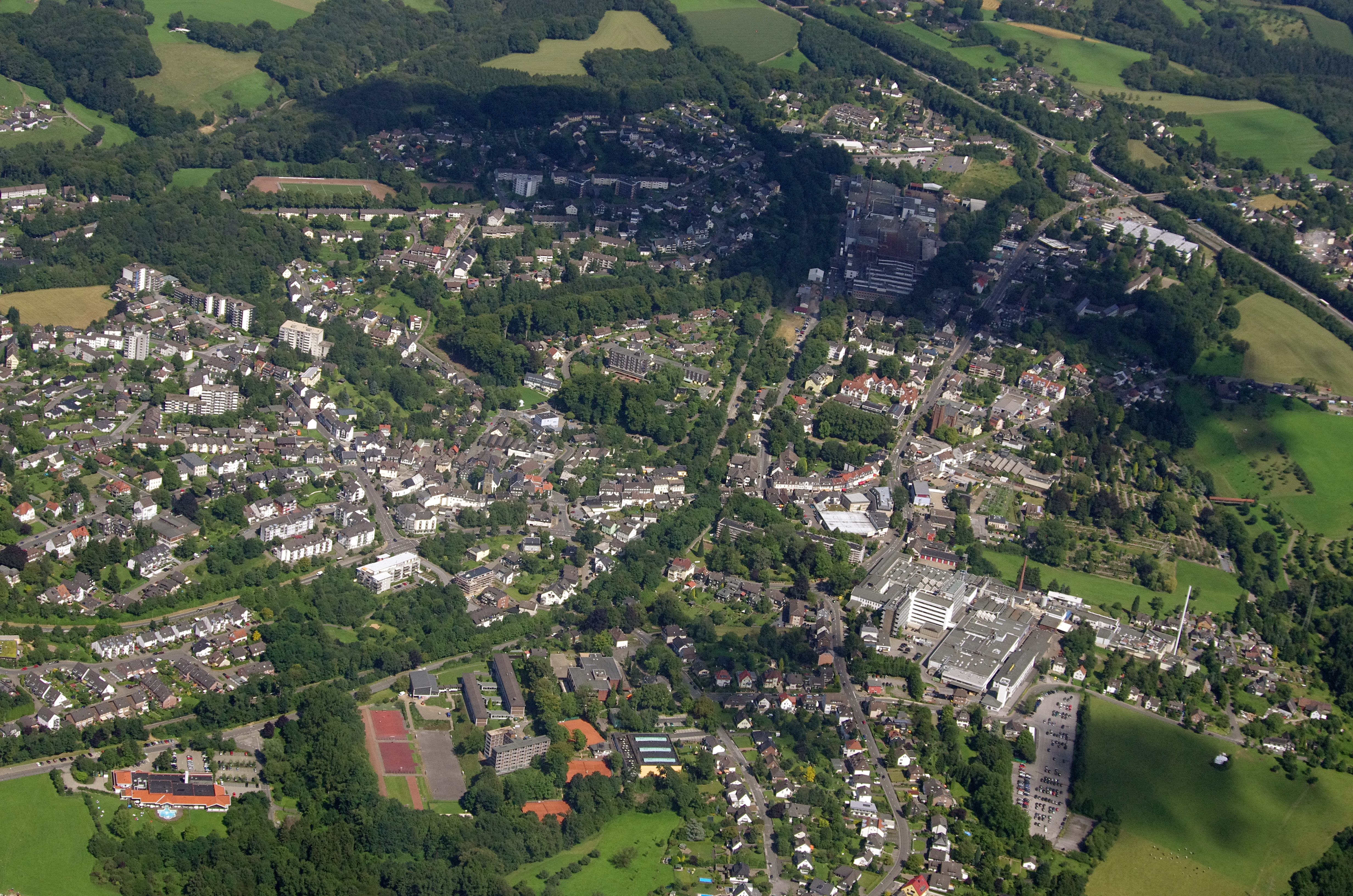
Luftbild von Burscheid im Jahr 2012

| Jahr              | Einwohner |
| ----------------- | --------- |
| 1792              | 4.202     |
| 1807              | 4.258     |
| 1816              | 5.068     |
| 1825              | 5.564     |
| 1835              | 6.337     |
| 6. Juni 1961      | 13.220    |
| 27. Mai 1970      | 15.391    |
| 30. Juni 1974     | 16.066    |
| 31. Dezember 1990 | 17.312    |
| 31. Dezember 2000 | 19.125    |
| 31. Dezember 2005 | 19.122    |

| Jahr              | Einwohner |
| ----------------- | --------- |
| 31. Dezember 2006 | 19.251    |
| 31. Dezember 2007 | 18.871    |
| 31. Dezember 2008 | 18.727    |
| 31. Januar 2009   | 18.958    |
| 9. Mai 2011       | 18.078    |
| 31. Dezember 2012 | 18.120    |
| 31. Dezember 2013 | 18.108    |
| 31. Dezember 2014 | 18.166    |
| 31. Dezember 2015 | 19.047    |
| 31. Dezember 2017 | 18.195    |
| 31. Dezember 2021 | 18.681    |

## Politik

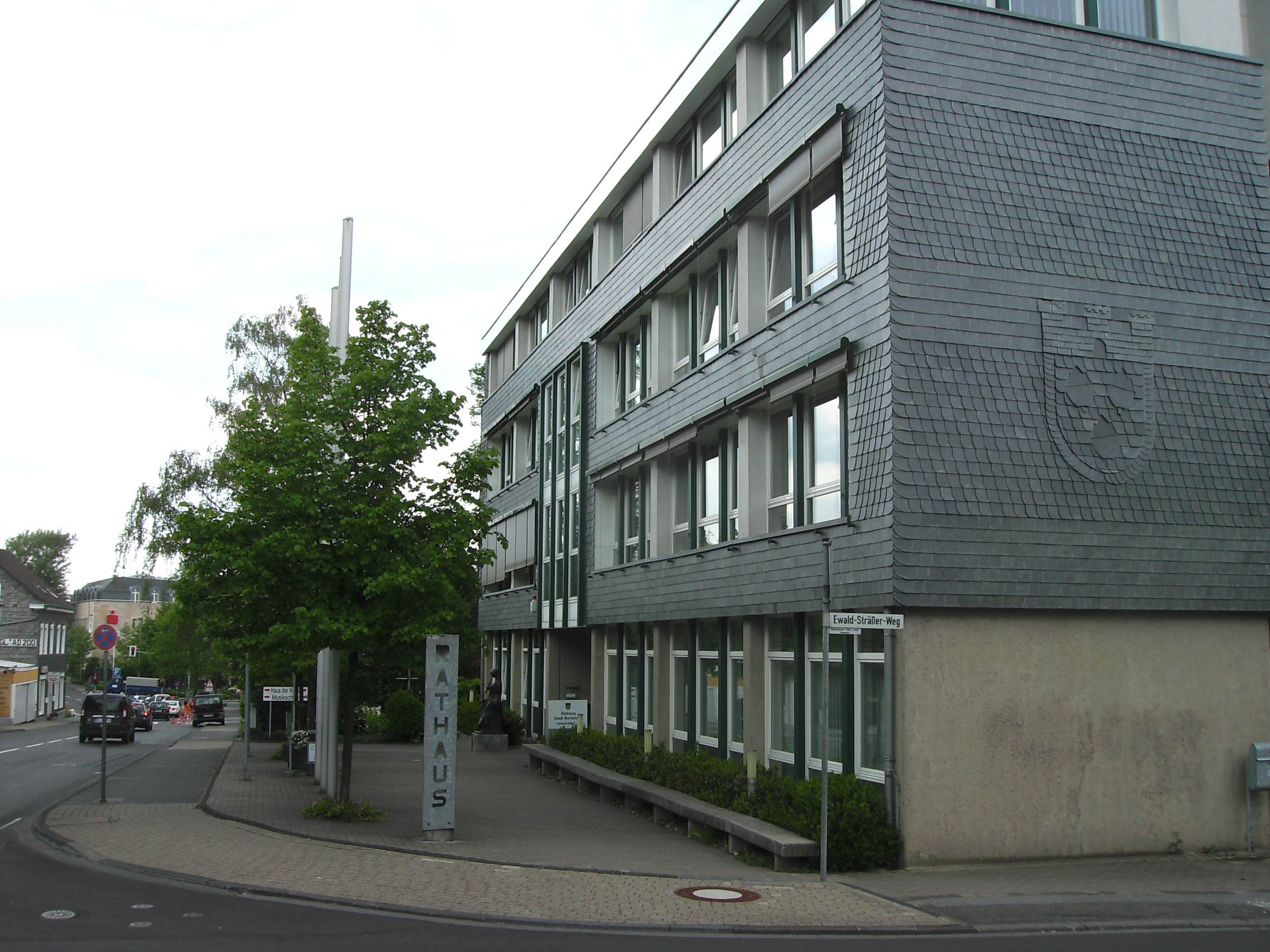
Rathaus Burscheid

### Stadtrat
Die Kommunalwahlen seit 2009 führten zu folgenden Ergebnissen für die Zusammensetzung des Burscheider Stadtrats:
| Partei/Liste   | 2020 | 2020  | 2014 | 2014  | 2009 | 2009  |
| Partei/Liste   | %    | Sitze | %    | Sitze | %    | Sitze |
| CDU            | 34,6 | 14    | 38,4 | 16    | 31,0 | 13    |
| SPD            | 18,2 | 7     | 21,0 | 8     | 22,2 | 9     |
| Grüne          | 16,8 | 7     | 10,6 | 4     | 11,3 | 5     |
| FDP            | 4,8  | 2     | 4,7  | 2     | 9,9  | 4     |
| BfB 1          | 19,6 | 8     | 16,9 | 7     | 18,3 | 8     |
| UWG 2          | 3,6  | 2     | 4,3  | 2     | 6,5  | 3     |
| Linke          | 1,1  | −     | 3,5  | 1     | −    | −     |
| Einzelbewerber | 1,4  | −     | −    | −     | −    | −     |
| Gesamt         | 100  | 40    |      | 40    |      | 42    |

### Bürgermeister
Bei der Kommunalwahl am 13. September 2020 wurde Bürgermeister Stefan Caplan (CDU) mit 53,04 Prozent der Stimmen im Amt bestätigt (25. Mai 2014: 62,1 Prozent). Nach Caplans überraschendem Tod am 23. Oktober 2021 wurde sein Stellvertreter, Sozialdezernent Dirk Runge (parteilos), von allen im Stadtrat vertretenen Parteien als einziger Kandidat aufgestellt und am 20. März 2022 mit 93 % der Stimmen zum neuen Bürgermeister gewählt. Seine Amtszeit begann am 22. März 2022.

### Partnergemeinden
Partnergemeinden sind Egg im österreichischen Bregenzerwald (seit 1968) und Bourscheid in den luxemburgischen Ardennen (seit 2004).

## Verkehr

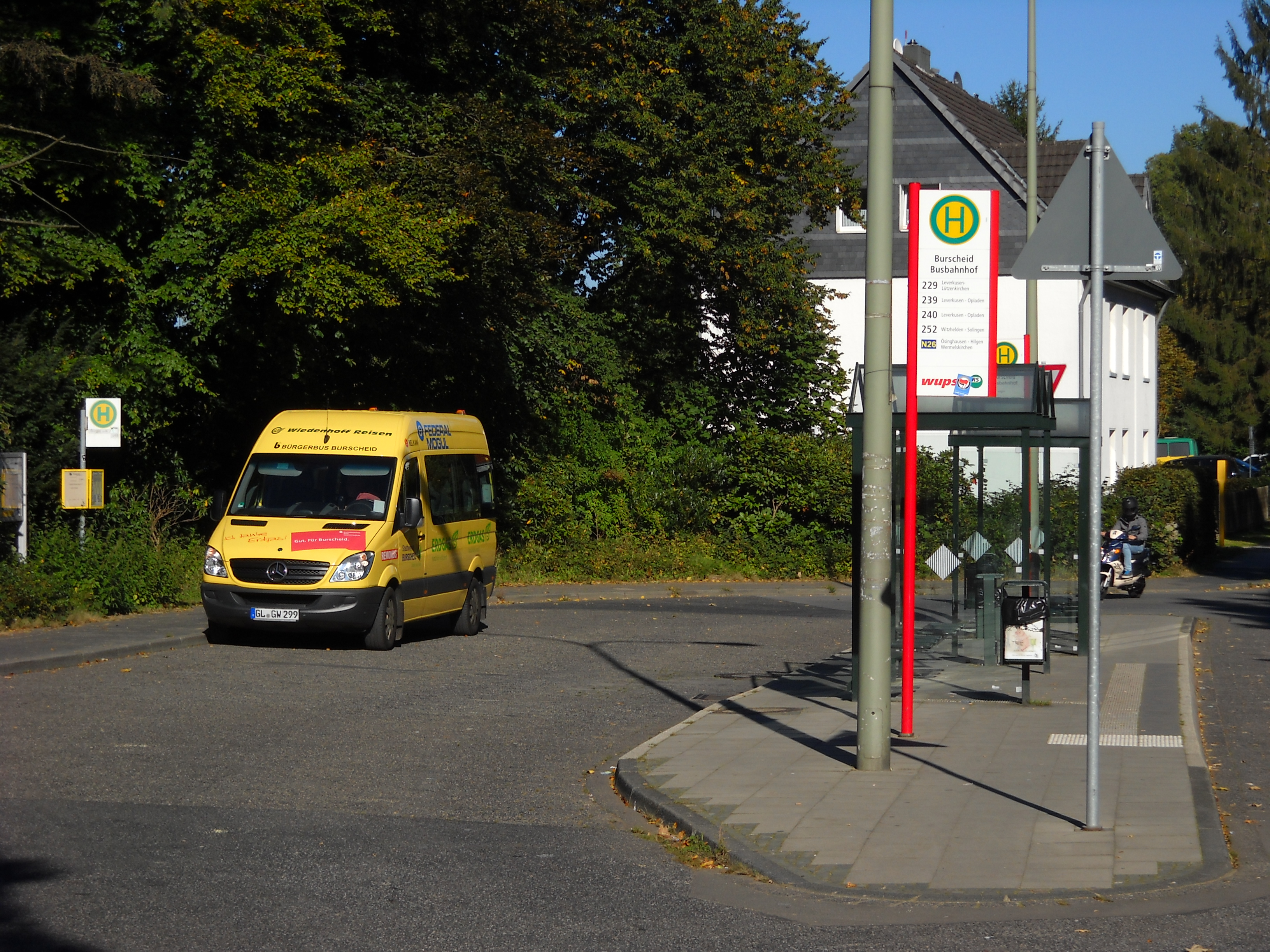
Bürgerbus im Burscheider Busbahnhof

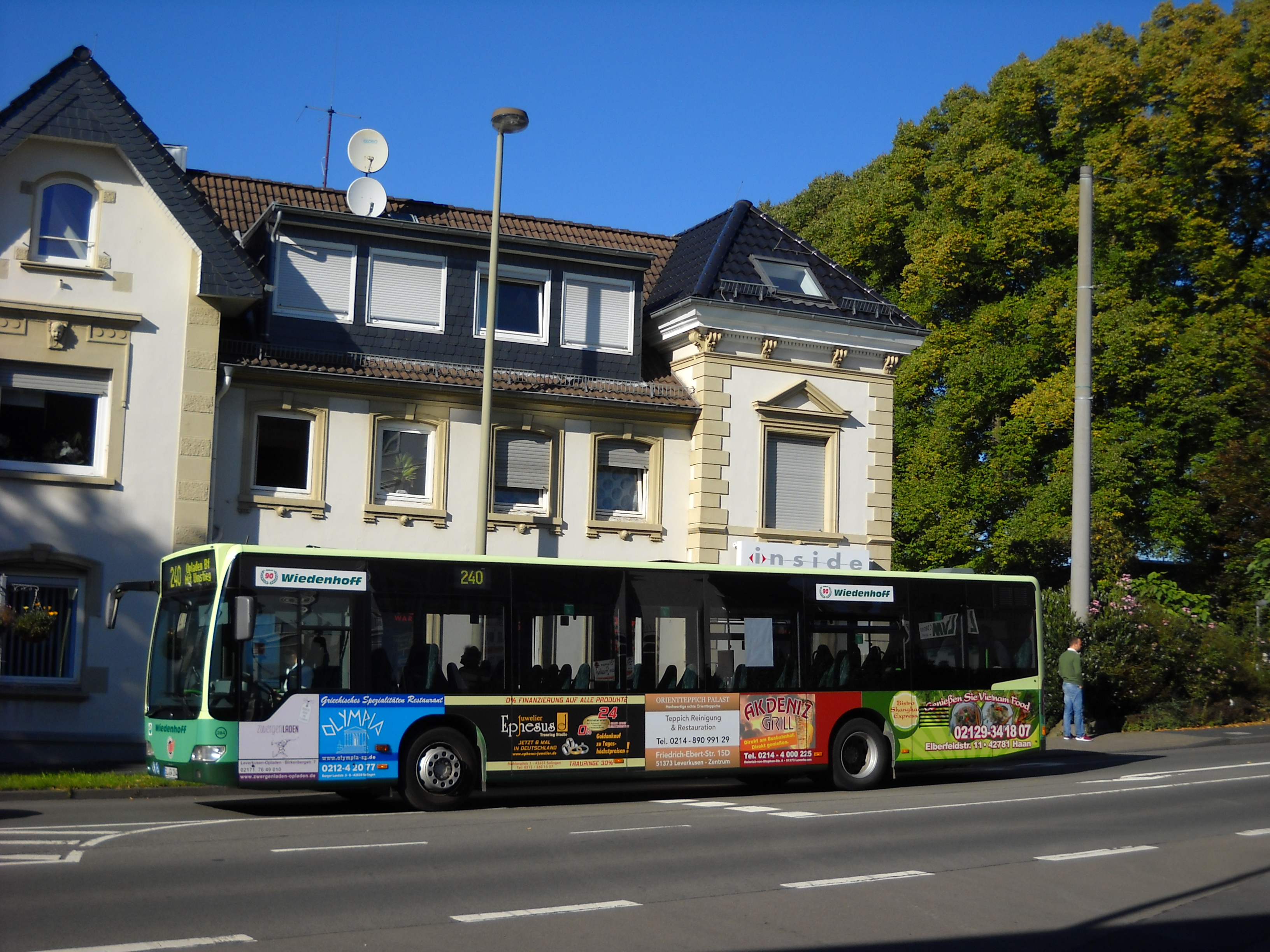
Mercedes-Benz Citaro von Wiedenhoff Reisen auf der Linie 240

Burscheid liegt verkehrsgünstig an der Bundesautobahn 1 Köln-Dortmund. Auch die B 51 Köln-Wuppertal verläuft durch die Stadt. Die Landesstraße 291 verbindet Burscheid über Leverkusen-Opladen auch mit der Autobahn 3. In Burscheid waren am 1. Januar 2018 14.860 Kraftfahrzeuge zugelassen, davon 12.446 Pkw.
1994 endete der Zugverkehr zwischen Opladen und Remscheid-Lennep; auf der Balkanexpress genannten Verbindung hatte Burscheid drei Stationen.
Im öffentlichen Personennahverkehr fährt unter anderem die Buslinie 260 der RVK von Remscheid über Burscheid nach Köln alle 30 Minuten in der Haupt- und alle 60 Minuten in der Schwachverkehrszeit. Weitere Busverbindungen bestehen nach Leverkusen-Opladen, Solingen und Bergisch Gladbach.
Zusätzlich fährt die Nachtbuslinie 26 freitags und samstags um 01.00 und 02.00 Uhr ab Busbahnhof Köln direkt über die A 3 und A 1 nach Burscheid und Hilgen. Die Nachtbuslinie 25 verbindet zusätzlich freitags und samstags zwischen 00.25 Uhr und 03.00 Uhr Burscheid und Leverkusen.
Die nicht an den ÖPNV angebundenen Außenbereiche werden von dem ehrenamtlich betriebenen „Bürgerbus Burscheid“ fahrplanmäßig angefahren.
Burscheid gehört zum Tarifgebiet des VRS.

## Wirtschaft
Hauptarbeitgeber sind die Automobilzulieferer Tenneco (ehemals Goetze AG bzw. Federal Mogul), Adient und die Fietz GmbH.

## Musik
Burscheid gilt als die Musikstadt des Bergischen Landes mit einer Tradition seit 1811. 1812 wurde die Musicalische Academie von 1812 zu Burscheid e. V. von Jakob Salentin von Zuccalmaglio gegründet, sie ist das älteste Laienorchester Deutschlands. Der Orchesterverein Hilgen 1912 e. V. – Oelberger Musikverein Burscheid 1876 – gewann 1996, 2000, 2004 den Titel als bestes deutsches Amateurorchester in symphonischer Blasmusik.
Weitere Musikvereine in Burscheid sind die Chorgemeinschaft Burscheid e. V. (gegründet 1842), der Männergesangverein Dürscheid 1889 e. V., der Damenchor Dürscheider Dreiklang e. V. (gegründet 1986), die Singschule Dürscheid e. V. (gegründet 2004), der Gemischte Chor Wiehbacher Echo Heddinghofen (gegründet 1926), der katholische Kirchenchor St. Laurentius Burscheid, die evangelische Kantorei Burscheid und der Bläserkreis des CVJM Burscheid.
Basis der Musikstadt Burscheid ist die Musikschule Burscheid e. V. mit derzeit rund 800 Schülern (gegründet 1972). Seit 2010 besteht zudem die durch den Orchesterverein Hilgen gegründete Orchesterschule Burscheid e. V.

## Kinder- und Jugendzentrum Megafon

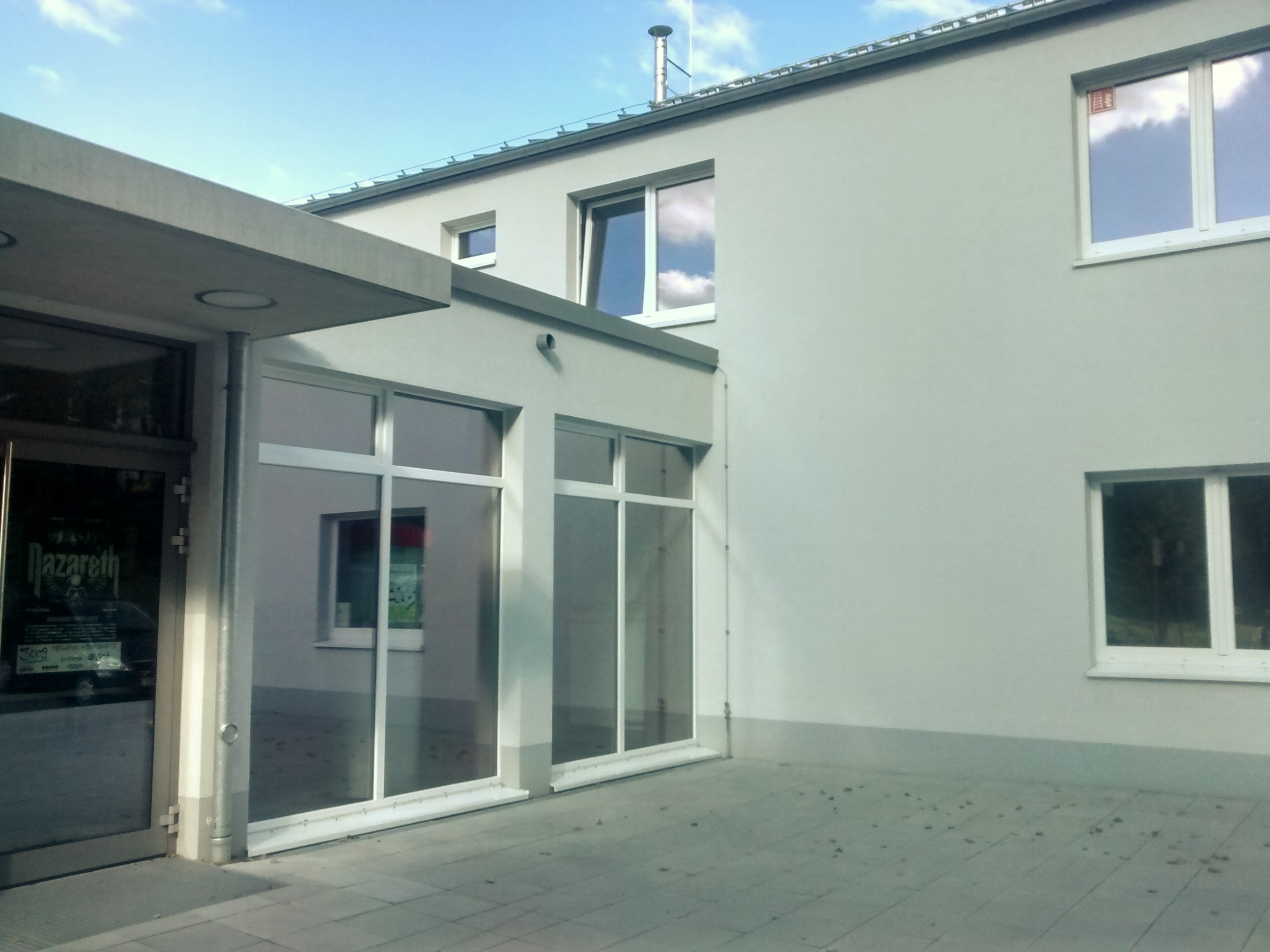
Eingangsbereich des Jugendzentrums

Das Kinder- und Jugendzentrum Megafon ist eine Einrichtung unter Trägerschaft der Katholischen Jugendagentur Leverkusen, Rhein-Berg, Oberberg gGmbH. Verpächter des neu gebauten Objekts ist die Stadt Burscheid. Der Neubau wurde 2015 nach zweijähriger Bauzeit fertiggestellt. Der Standort ist die Montanusstraße 15 auf dem alten Bahnhofsgelände.
Es ist eine moderne Einrichtung der offenen Kinder- und Jugendarbeit. Die Einrichtung bietet freizeitpädagogische Entfaltungsmöglichkeiten, ist aktiv im musisch-kulturellen Bereich und bietet Unterstützung bei Fragen rund um die Themen Integration und Berufsorientierung.
Ziel des Jugendzentrums ist es, junge Menschen auf ihrem Weg zum Erwachsenwerden zu unterstützen.

## Sport
Da etwa jeder fünfte Burscheider Mitglied in einem Sportverein ist, wurde Burscheid durch den Landessportbund Nordrhein-Westfalen mit dem Titel „die sportliche Gemeinde“ geehrt.

### Vereine
- Burscheider Turngemeinde 1867
- Ballspielverein 1911 Burscheid
- Behindertensport Burscheid 1963
- Burscheider Badminton-Club
- Burscheider Schützenverein 1864
- DLRG-Ortsgruppe Burscheid
- Gebrauchshundeverein Burscheid
- HSG Bergische Panther
- Hilgener Schützenverein 1923
- Motorsportfreunde „Kolbenring“ Burscheid
- Ländlicher Reit- und Fahrverein Burscheid-Paffenlöh 1926
- Radsportgemeinschaft Burscheid 1978
- Schachfreunde Burscheid 1929
- Tennisclub Grün-Weiß Burscheid
- Tischtennisclub Grün-Weiß 1948 Burscheid
- Turnerbund Großösinghausen 1884
- Turngemeinde Hilgen 04
- Wanderfreunde 1981 Burscheid

### Sportstätten
Kuno-Hendrichs-Sportanlage Hilgen – Sporthalle Auf dem Schulberg – Max-Siebold-Halle Hilgen – Hans-Hoersch-Halle – Hugo-Pulvermacher-Halle – Karl-Zimmer-Halle – Schulturnhalle Hilgen – Turnhalle Ösinghausen – Turnhalle der Realschule Auf dem Schulberg – Sportplatz Griesberg – Burscheider Bad – Schulsportanlage Im Hagen – Beachsportanlage Im Hagen

## Sehenswürdigkeiten

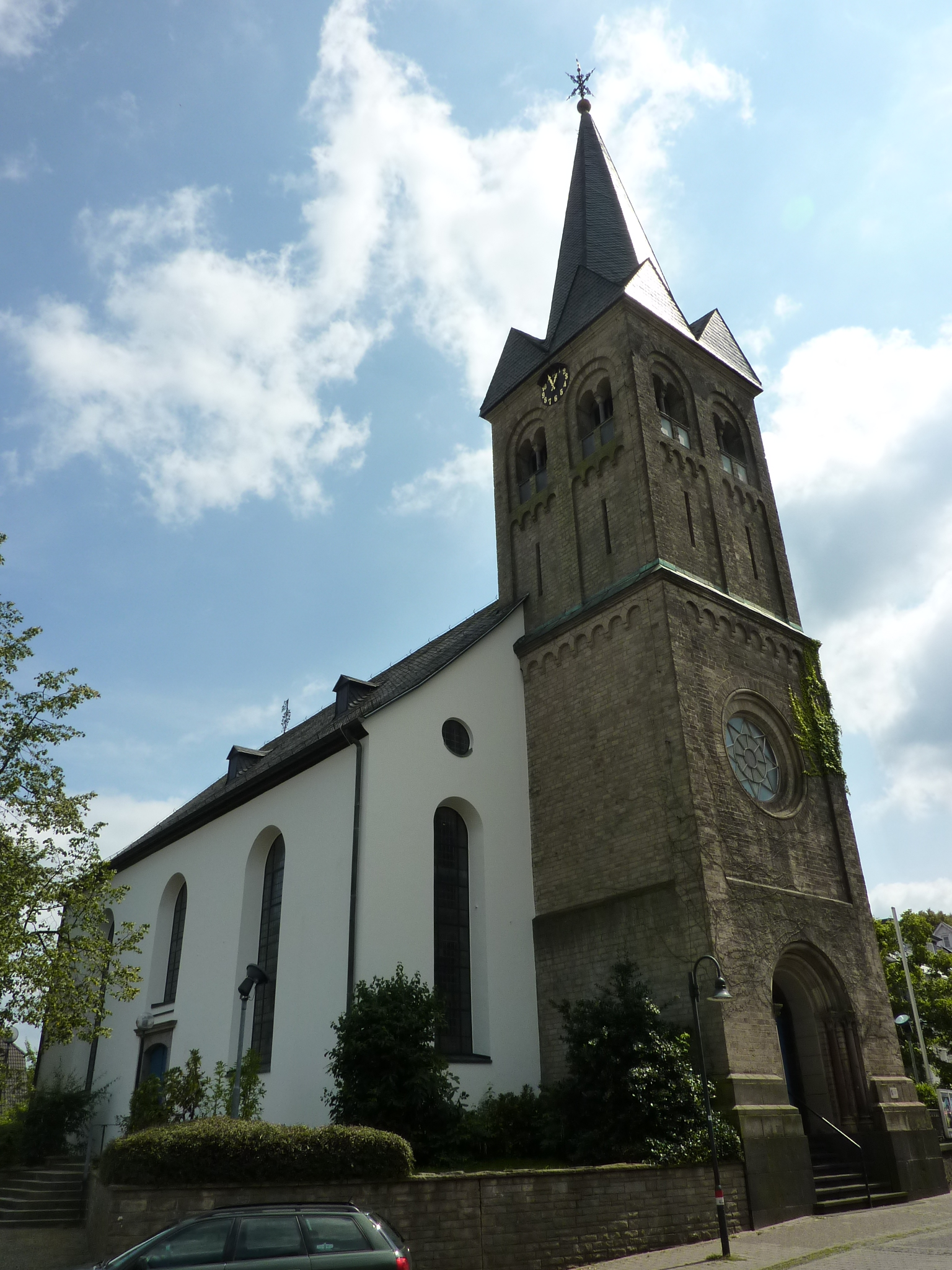
Evangelische Kirche

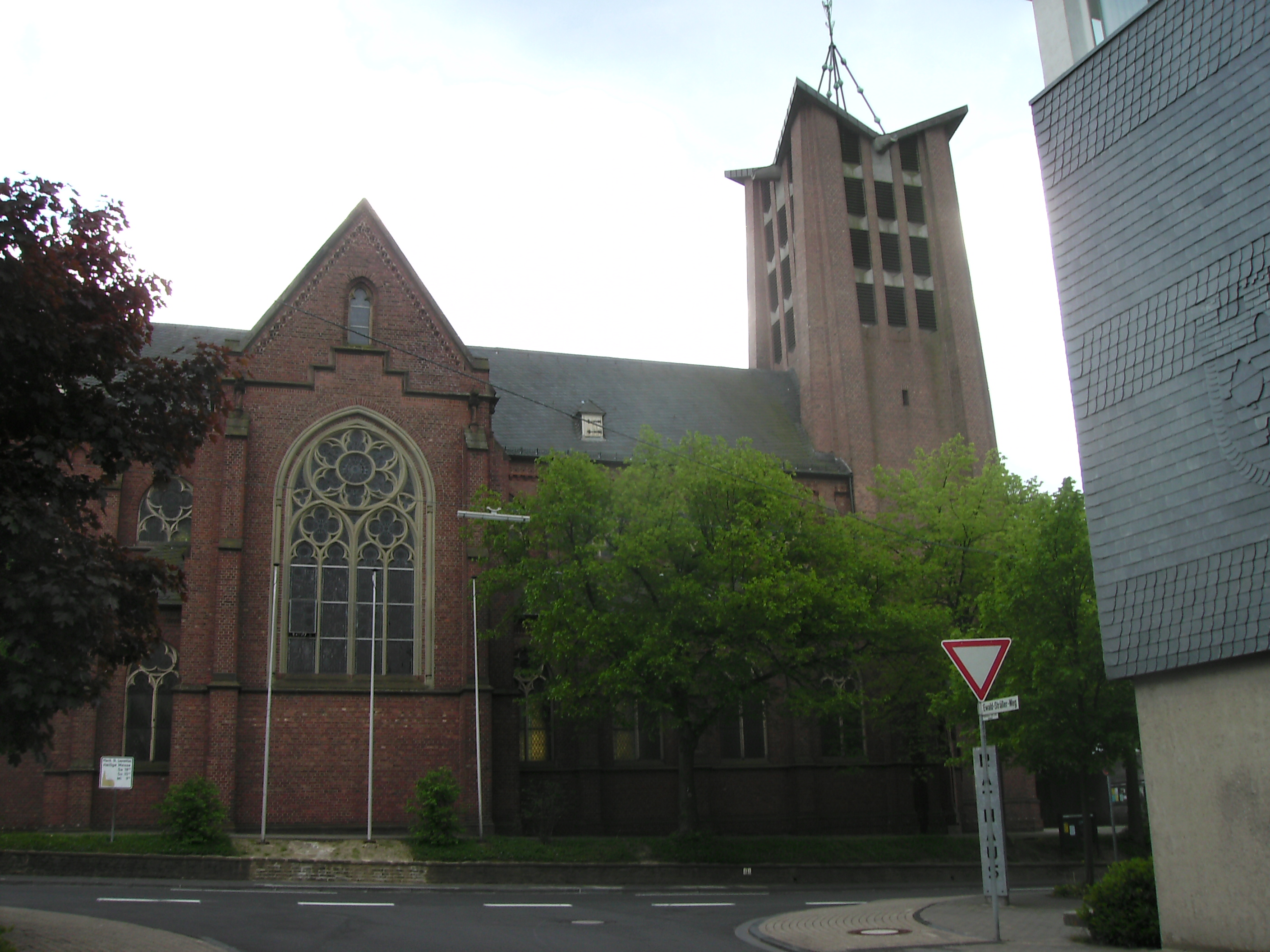
Katholische Kirche St. Laurentius

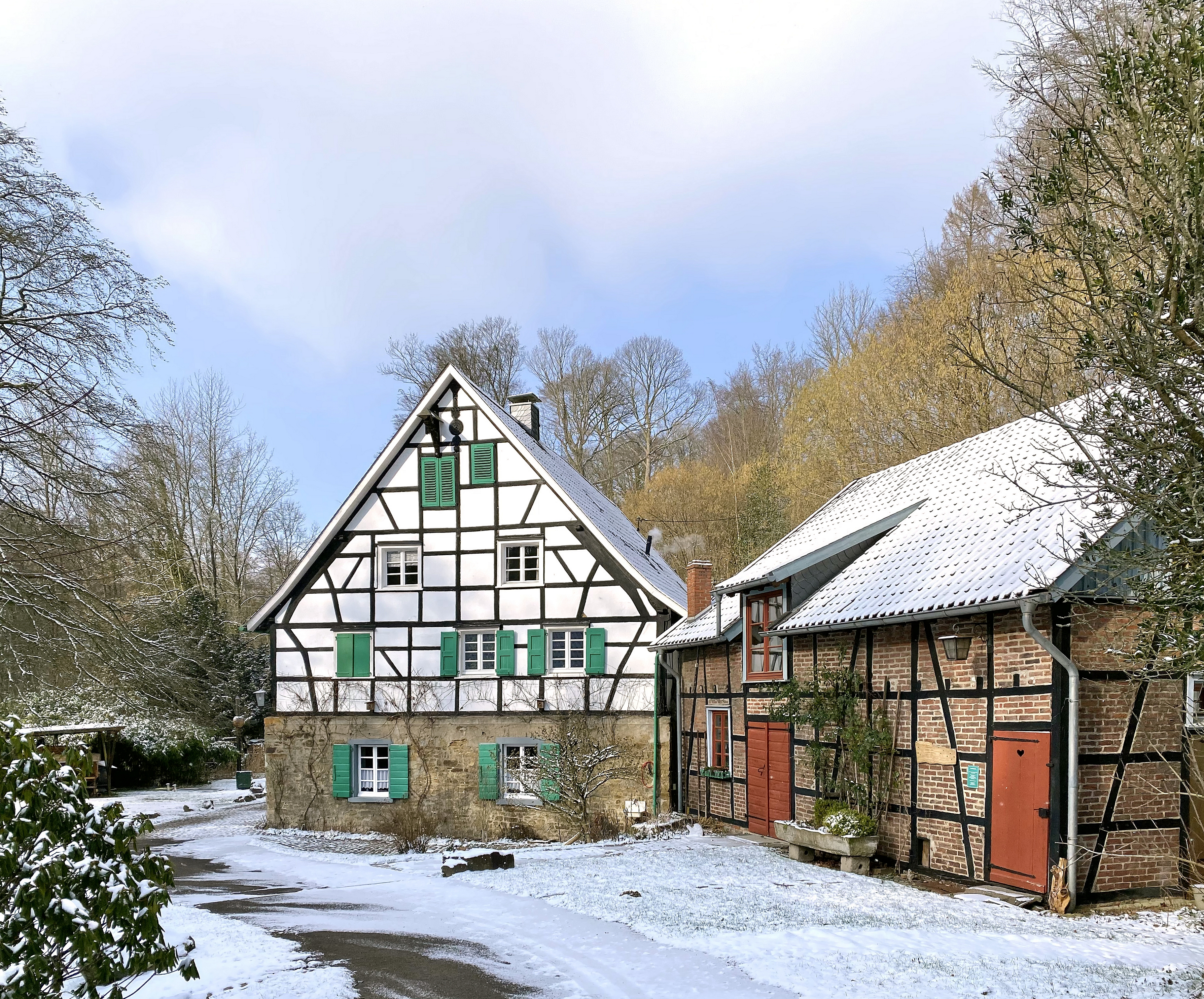
Museum Lambertsmühle

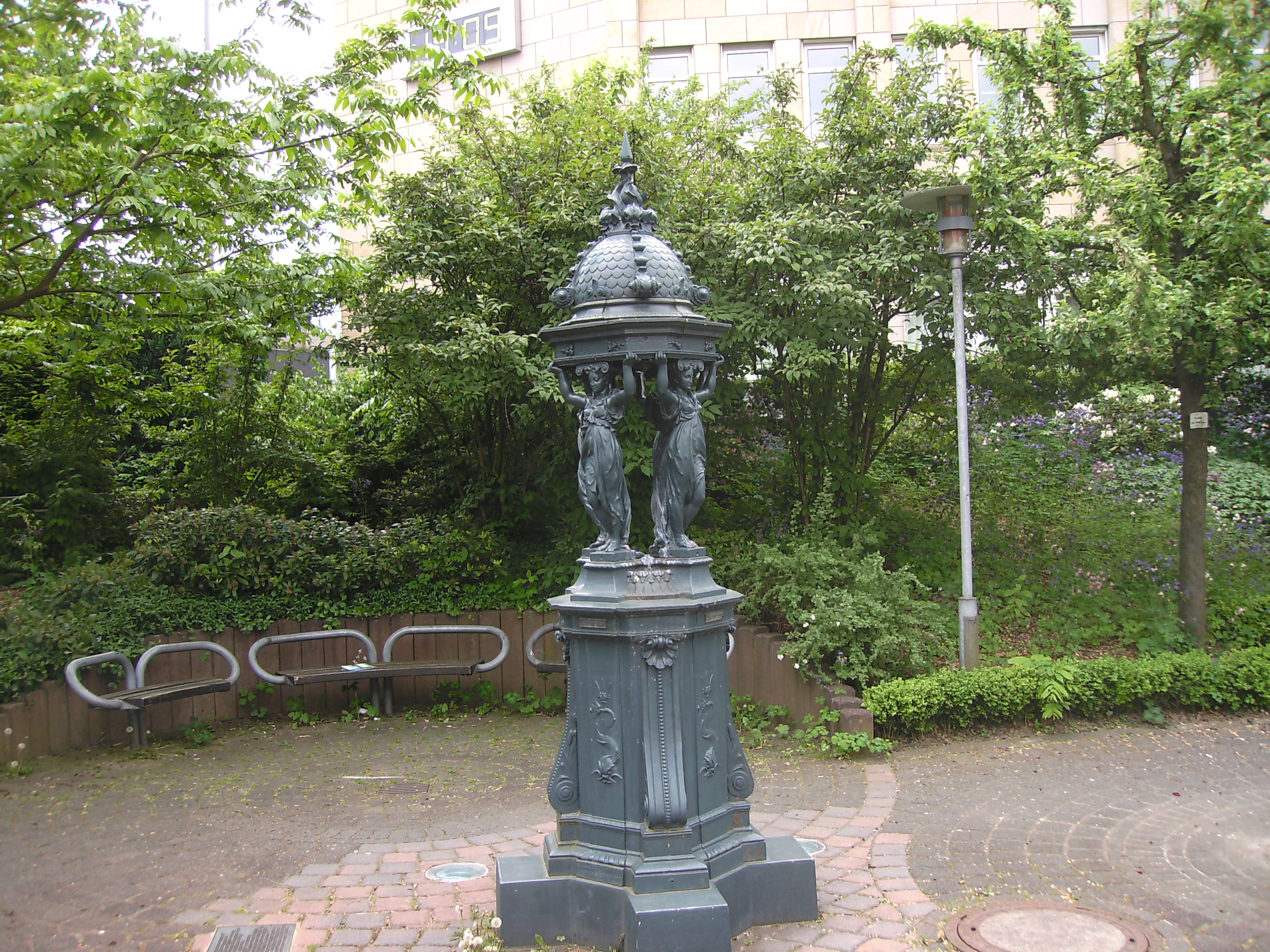
Wallace-Brunnen

- Eifgenburg – die Ringwallanlage aus dem 9./10. Jahrhundert, im Eifgental gelegen, zeugt von der ersten Besiedlung des heutigen Burscheider Stadtgebietes. Die Eifgenburg ist ein archäologisches Bodendenkmal.
- Haus Landscheid ist ein historischer Rittersitz, der 1371 einem Ritter Heinrich von Nesselrode gehörte. Von 1718 bis 1725 wurde ein Ersatzgebäude errichtet. Nachdem es ab 1983 als Restaurant und Tagungsort genutzt wurde, stand das Gebäude von 1998 bis 2009 leer. 2009 bis 2010 wurde es aufwendig saniert und erweitert und beherbergt heute ein Hotel, Restaurant und Therapiezentrum.
- Die Lambertsmühle liegt im Wiehbachtal im Südwesten der Stadt und wird seit 1994 Schritt für Schritt restauriert, beispielsweise wurde das Mühlrad wieder in Stand gesetzt. Künftig soll das Gebäude-Ensemble mit seinem historischen Fachwerkbau und den Nebengebäuden das Heimatmuseum der Stadt beherbergen. Die Ausstellung des Museums soll den Weg vom Korn zum Brot dokumentieren und praktisch erfahrbar machen.
- Weitere sehenswerte historische Mühlen in Burscheid sind die Thielenmühle (hier gründete 1887 Friedrich Goetze die spätere Goetze AG, heute Federal-Mogul), Grünscheider Mühle, Dürscheider Mühle, Gerstenmühle und Brucher Mühle.
- Die Evangelische Kirche am Markt wurde im Jahre 1767 erbaut. Sie ist eine typische Bergische Barockkirche mit bemerkenswertem Altar-Kanzel-Orgel-Prospekt. An gleicher Stelle wurde die erste Vorgänger-Kirche bereits im 13. Jahrhundert errichtet, für die Hermann von Alffter, im 15. Jahrhundert Glockengießer aus Alfter bei Bonn, 1468 eine Glocke schuf.[18]
- Der Wallace-Brunnen an der Ecke Hauptstraße/Bürgermeister-Schmidt-Straße
- Darüber hinaus gibt es zahlreiche denkmalgeschützte Gebäude in der Innenstadt und besonders im Stadtteil Dierath.

## Persönlichkeiten

### Ehrenbürger
- Paul Luchtenberg (1890–1973), Mitbegründer der FDP, MdB, Kultusminister des Landes Nordrhein-Westfalen
- Wilhelm Schmidt, Bürgermeister der Stadt Burscheid von 1894 bis 1928
- Hugo Bernd Pulvermacher, Burscheider „Turnvater“
- Erich Richartz-Bertrams († 1973), Industrieller und Mäzen

### Söhne und Töchter der Stadt
- Carl Pulfrich (1858–1927), Physiker und Optiker, geboren in Sträßchen
- Ewald Sträßer (1867–1933), Komponist und Dirigent
- Franz Heinrigs (1871–1924), Oberst
- Alexander Conrady (1875–nach 1909), Historiker
- Felix Metzmacher (1877–1914), Kommunalpolitiker
- Max Kohl (1881–1976), Burscheider Industrieller und Gerechter unter den Völkern
- Otto Thiel (1884–1959), Politiker (DVP)
- Paul Luchtenberg (1890–1973), Kultusminister von Nordrhein-Westfalen (FDP)
- Hans Joachim Fuchs (1903–1992), Unternehmer
- Carl Lauterbach (1906–1991), Maler und Sammler
- Gerhard Voss (* 1939), Geiger und Hochschullehrer
- Günter Wallraff (* 1942), Journalist
- Carla Schulz-Hoffmann (* 1946), Kunsthistorikerin
- Jörg van Essen (* 1947); Jurist und Politiker (FDP), Mitglied des Deutschen Bundestages
- Rolf Knipper (1955–2008), Modelleisenbahner
- Martin Kotthaus (* 1962), Diplomat
- Dirk Grau (* 1963), Filmeditor
- Frank Steffes (* 1964), Politiker, Bürgermeister der Stadt Leichlingen (Rheinland)
- Ralf Kühler (* 1967), Radiomoderator
- Torsten Günther (* 1976), Wirtschaftsjurist und Fußballschiedsrichter

### Weitere Persönlichkeiten
- Johannes Löh (1752–1841), Evangelischer Pfarrer und Wegbereiter der Burscheider Volksbildung
- Friedrich Wilhelm Goetze (1856–1924), Erfinder, Gründer der Goetze AG
- Karlheinz Stockhausen (1928–2007) besuchte die Burscheider Bürgerschule.[19]
- Günter Kärner (* 1933), Kantor und Komponist
- Rüdiger Vollborn (* 1963), ehemaliger Bundesliga Torwart des benachbarten Fußball-Vereins Bayer 04 Leverkusen und Junioren Weltmeister 1981
- Hansi Gnad (* 1963), ehemaliger National-Basketballspieler
- Uwe Boll (* 1965), deutscher Regisseur, Produzent und Drehbuchautor
- Silke Gnad (* 1966), ehemalige National-Handballerin